# Cláudia Cepeda
Cláudia Cepeda (anhörenⓘ) ist eine brasilianische Schauspielerin. Ihre bekannteste Rolle ist die Hauptrolle in der 1992 erschienenen Fernsehserie Die Geschichte der O, in der die Hauptdarstellerin den Prozess einer freiwilligen weiblichen Unterwerfung durchlebt. Cepeda war von 1988 bis zuletzt 1994 schauspielerisch aktiv.

## Filmographie (Auswahl)
- 1988: Gefangen in Rio
- 1989: Pacto de Sangue (Fernsehserie)
- 1990: Gente Fina (Fernsehserie)
- 1991: Manobra Radical
- 1992: Die Geschichte der O (Fernsehserie)
- 1994: Você Decide (Fernsehserie)